# Ушицька сільська рада
Ушицька сільська рада — колишня адміністративно-територіальна одиниця та орган місцевого самоврядування у Коростенському районі і Коростенській міській раді Коростенської і Волинської округ, Київської та Житомирської областей Української РСР з адміністративним центром у селі Ушиця.

## Населені пункти
Сільській раді на час ліквідації були підпорядковані населені пункти:
- с. Ушиця.

## Населення
Кількість населення ради станом на 1923 рік становила 1 650 осіб, кількість дворів — 288.

## Історія та адміністративний устрій
Створена 1923 року в складі сіл Гулянка й Ушиця Ушомирської волості Коростенського повіту Волинської губернії. 7 березня 1923 року включена до складу новоствореного Коростенського (згодом — Ушомирський) району Коростенської округи. 21 жовтня 1925 року в с. Гулянка створено окрему, Гулянську сільську раду Ушомирського (згодом — Коростенський) району. Станом на 17 грудня 1926 року в підпорядкуванні значилися х. Рафалівка та поселення Бондарівський фольварок (згодом — Бондарівська Гута). 1 червня 1935 року, відповідно до постанови Президії ЦВК Української СРР «Про порядок організації органів радянської влади в новоутворених округах», сільську раду передано до складу Коростенської міської ради Київської області. 28 лютого 1940 року, відповідно до указу Президії Верховної ради Української РСР «Про утворення Коростенського сільського району Житомирської області», сільська рада увійшла до складу відновленого Коростенського району Житомирської області. На 1 жовтня 1941 року на обліку значився х. Роговка.
Станом на 1 вересня 1946 року сільська рада входила до складу Коростенського району Житомирської області, на обліку в раді перебувало с. Ушиця, хутори Рафалівка, Роговка та пос. Бондарівська Гута не значилися на обліку населених пунктів.
Ліквідована 11 серпня 1954 року, відповідно до указу Президії Верховної ради Української РСР «Про укрупнення сільських рад по Житомирській області», територію ради та с. Ушиця приєднано до складу Бондарівської сільської ради Коростенського району Житомирської області.